# Phytomyza masoni
Phytomyza masoni este o specie de muște din genul Phytomyza, familia Agromyzidae, descrisă de Spencer în anul 1986. Conform Catalogue of Life specia Phytomyza masoni nu are subspecii cunoscute.